# Signore (titolo nobiliare)
Signore era un titolo nobiliare che spettava a coloro che, nel Medioevo, detenevano il diritto di svolgere funzioni, amministrare territori e/o beni grazie ad  una concessione o “beneficio” ricevuto da un'istanza superiore, che poteva essere un re, un nobile o un'autorità religiosa, con potere di proprietà e comando.

## Storia
Le signorie furono di diversi tipi, si va dal diritto di coniare moneta e amministrare la giustizia su un determinato territorio a quello di riscuotere pedaggi su strade e ponti. Questo genere di diritti concessi dall'alto prendevano anche il nome di feudi. Le signorie venivano concesse da un potere centrale quando questo si rendeva conto di non essere in grado di controllare direttamente un territorio, di amministrarlo e difenderlo. In cambio del beneficio ottenuto il signore dichiarava la propria fedeltà personale a colui che glielo concedeva creando un sistema sociale basato su una gerarchizzazione piramidale che partiva da un re (il quale comunque molte volte deteneva meno potere reale rispetto ai suoi vassalli) e dopo diversi passaggi arriva fino alla nobiltà piccola o piccolissima.
Il titolo di signore (seigneur o sire in francese, Herr in tedesco, Lord in inglese, señor in spagnolo, senhor in portoghese) era molto diffuso nel Medioevo e nel Rinascimento per indicare i feudatari di rango più basso, ovvero quelli senza altro titolo.
Nell'età dell'Assolutismo il titolo di “signore” venne gradualmente abbandonato man mano che i titolari venivano elevati al titolo di barone (o superiori) e spesso in molti paesi i due titoli erano equivalenti e si confondevano.
Il titolo di signore nell'ordinamento nobiliare del Regno d'Italia, era collocato dopo quello di barone, e prima di quello di Cavaliere ereditario. In Sicilia, in epoca borbonica ed anche in precedenza, il titolo di signore e di barone erano equivalenti.
In Germania sotto il primo impero fu grado nobiliare codificato dalle stesse leggi costituzionali dal XIV secolo fino al 1806, tanto da costituire insieme alla classe dei conti un proprio collegio elettorale in seno al Reichstag avente quattro voti collettivi (Wetterau, Svevia, Franconia, Vestfalia). Infine ai signori tedeschi facevano parte anche la piccola nobiltà terriera  che spesso con il titolo di cavaliere (Ritter) si era organizzata dal XVI secolo nel collegio dei cavalieri dell'impero con una notevole autonomia feudale.

### Oggi
Oggigiorno il titolo di signore sopravvive solo in Spagna e in Scozia ed ha rango immediatamente inferiore a quello di barone.

## Consignore
Con il titolo di Consignore si indica chi deteneva diritti analoghi a quelli di signore su beni o territori, ma in condivisione con altri in base ad accordi di spartizione del potere.